# Jimmy Doolittle
Jimmy Doolittle, właśc. James Harold Doolittle (ur. 14 grudnia 1896 w Alameda, zm. 27 września 1993 w Pebble Beach w Kalifornii) – amerykański pilot, generał United States Air Force. Zasłynął przeprowadzeniem podczas II wojny światowej „Rajdu Doolittle’a” – pierwszego udanego nalotu bombowego na Tokio.

## Życiorys

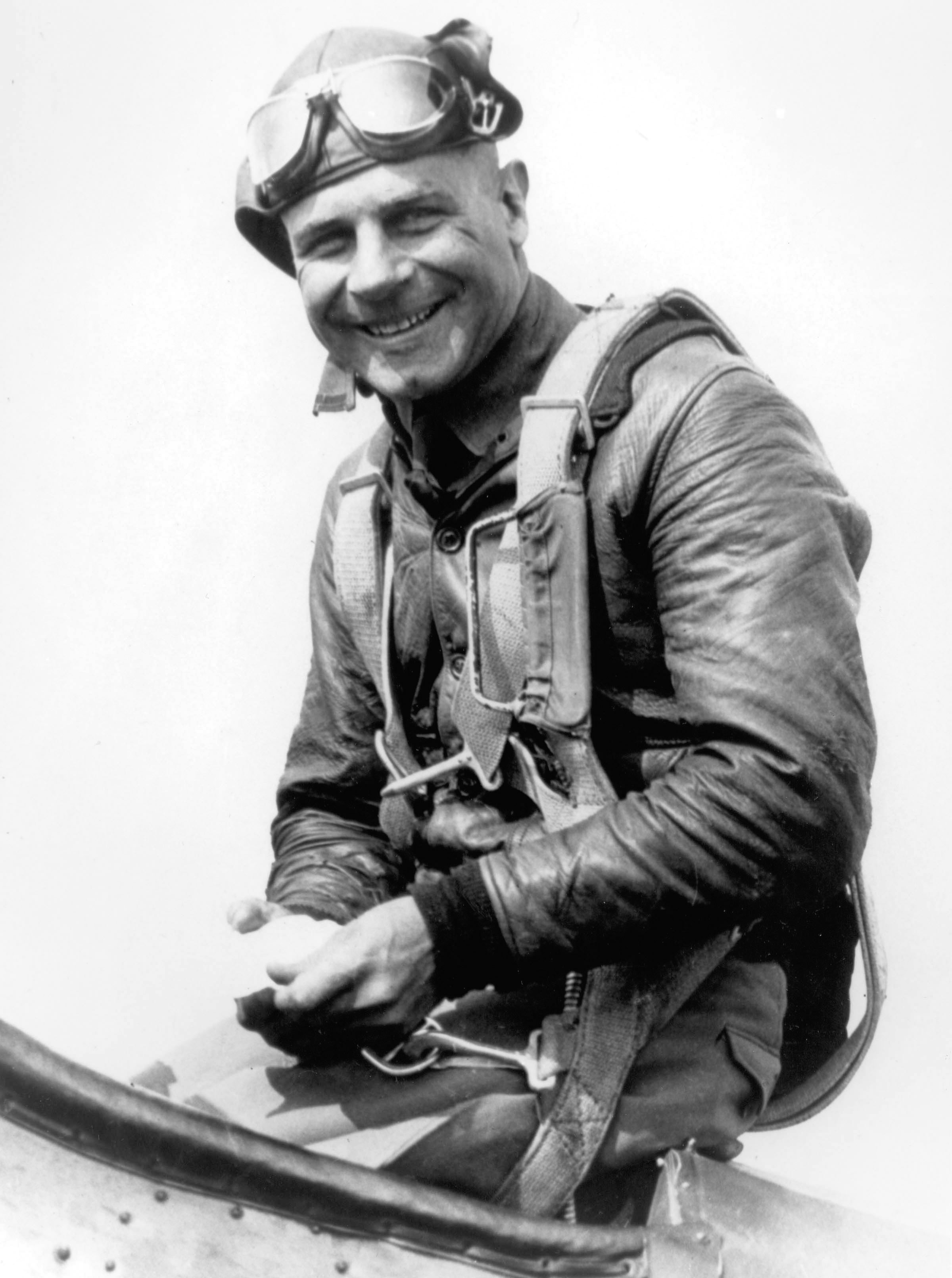
James Doolittle podczas II wojny światowej

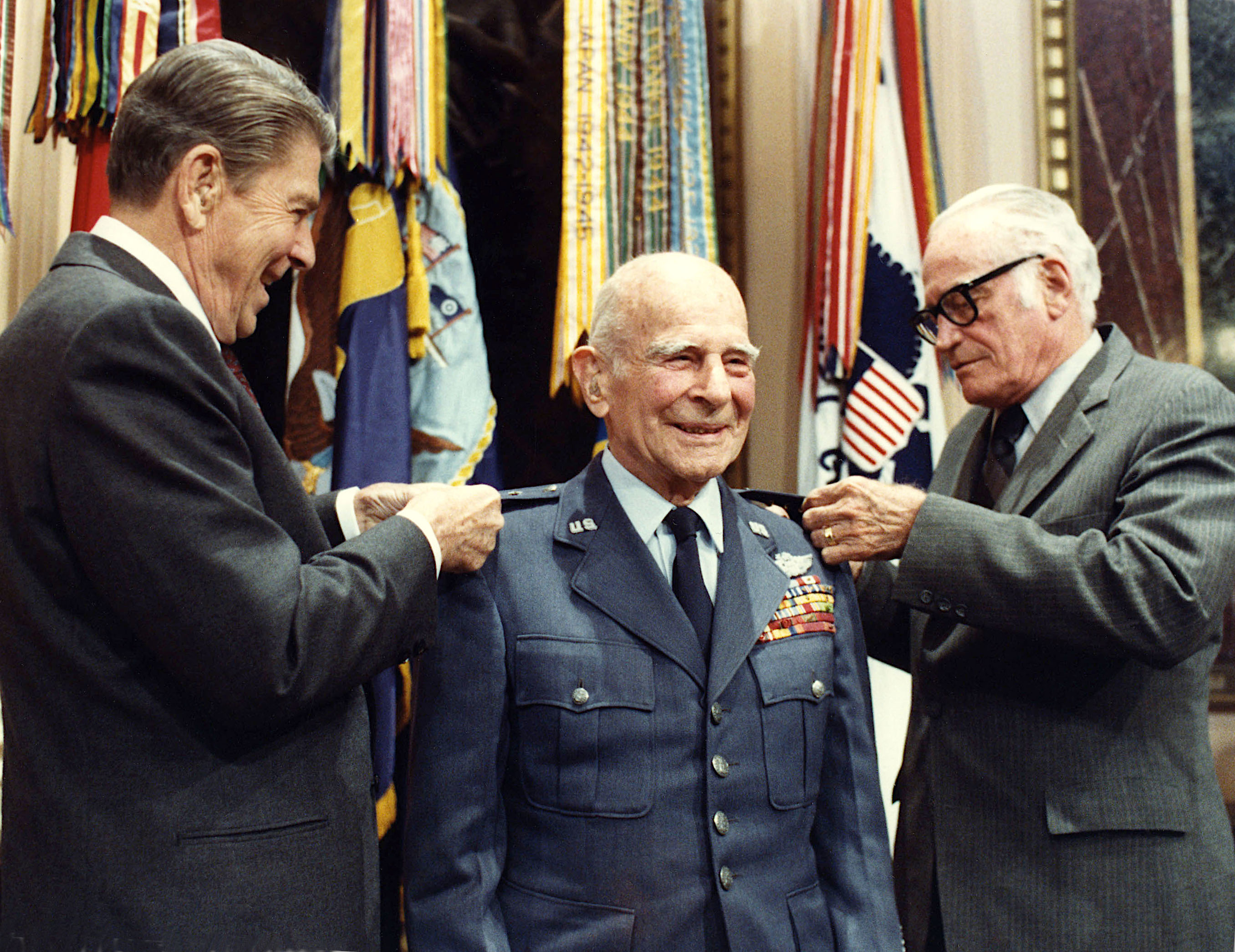
Gen. James Harold Doolittle otrzymuje z rąk prezydenta USA Ronalda Reagana i senatora Barry’ego Goldwatera (po prawej) czwartą gwiazdkę generalską, 10 kwietnia 1985

Urodził się w Alameda w Kalifornii, lecz młodość spędził na Alasce. W 1925 otrzymał jako jeden z pierwszych tytuł doktora inżynierii lotniczej na Massachusetts Institute of Technology.
Dzięki serii przełomowych, śmiałych lotów stał się w okresie międzywojennym jednym z najsłynniejszych lotników. We wrześniu 1922 samolotem DeHavilland DH-4 przeleciał całe USA, z Pablo Beach na Florydzie do San Diego w Kalifornii w 21 godzin i 19 minut, dokonując po drodze zaledwie jednego międzylądowania w celu uzupełnienia paliwa. W 1925, pilotując wodnosamolot Curtiss R3c, zwyciężył w wyścigu o Puchar Schneidera. Ustanowił rekordy prędkości samolotu, wiele z nich osiągając na skrajnie trudnym pilotażowo samolocie Gee Bee.
Jego najistotniejszym wkładem w rozwój lotnictwa było jednak opracowanie techniki latania przy pomocy instrumentów. Jako pierwszy pilot wystartował, wykonał lot i wylądował samolotem korzystając wyłącznie z instrumentów pokładowych. Był współtwórcą sztucznego horyzontu.
W styczniu 1942, w randze podpułkownika, został członkiem sztabu Sił Lotniczych Armii. Przygotował – i zgłosił się na ochotnika do prowadzenia – pierwszego amerykańskiego nalotu na Japonię. Z powodu spotkania z japońskim okrętem patrolowym, który został zatopiony podjęto decyzje wcześniejszego o dziewięć godzin startu, co wydłużyło drogę do przelotu o ok. 250 mil. 18 kwietnia 1942 16 średnich bombowców B-25 Mitchell, z których dla odciążenia wymontowano płyty pancerne i częściowo uzbrojenie, pilotowanych przez ochotników, wystartowało z lotniskowca Hornet i zaatakowało cele w Tokio, Kobe, Osace i Nagoi. Misja miała niewielkie znaczenie militarne, ale dała ogromny efekt propagandowy. Sam Doolittle wyskoczył ze spadochronem nad Chinami i powrócił do USA. Otrzymał z rąk prezydenta Roosevelta najwyższe amerykańskie odznaczenie – Medal Honoru i awans na generała.
W lipcu 1942 Doolittle został przeniesiony do 8 Armii Lotniczej, a we wrześniu tego samego roku objął dowództwo 12 Armii Lotniczej w Afryce Północnej. W marcu 1943 został dowódcą Strategicznych Sił Lotniczej w Afryce Północnej. Następnie został dowódcą 15 Armii Lotniczej, aż wreszcie w styczniu 1944 objął dowodzenie 8 Armii Lotniczej, którą dowodził – w Europie i na Pacyfiku – do zakończenia wojny. 10 maja 1946 przeszedł do rezerwy i objął stanowisko wiceprezesa Shell Oil (pracował dla Shella przed wojną), by w późniejszym czasie przejąć kierowanie firmą.
Zmarł 27 września 1993 w Pebble Beach w stanie Kalifornia. Został pochowany na Narodowym Cmentarzu w Arlington w stanie Wirginia.

## Odznaczenia
- Command Pilot Badge
- Medal Honoru
- Medal za Wybitną Służbę – dwukrotnie
- Srebrna Gwiazda
- Distinguished Flying Cross – trzykrotnie
- Air Medal – czterokrotnie
- Brązowa Gwiazda
- Mexican Border Service Medal
- Medal Zwycięstwa w I Wojny Światowej
- Medal Amerykańskiej Służby Obronnej
- Medal Kampanii Azji-Pacyfiku
- Medal Kampanii Europy-Afryki-Bliskiego Wschodu
- Medal Zwycięstwa w II Wojnie Światowej
- Medal Służby Obrony Narodowej
- Prezydencki Medal Wolności
- Wielki Oficer Orderu Korony (Belgia)
- Krzyż Wojenny (Belgia)
- Oficer Narodowego Orderu Kondora Andów (Boliwia)
- Order Abdóna Calderóna I klasy (Ekwador)
- Komandor Legii Honorowej (Francja)
- Krzyż Wojenny z palmą (Francja)
- Honorowy Rycerz Komandor Orderu Łaźni (Wielka Brytania)